# Terry Gou
Pour les articles homonymes, voir Gou.
Terry Gou (Terry Tai-Ming Gou, chinois simplifié : 郭台铭 ; chinois traditionnel : 郭台銘 ; pinyin : Guō Táimíng ; zhuyin : ㄍㄨㄛㄊㄞˊㄇㄧㄥˊ) né le 18 octobre 1950 à Taïwan, est un magnat des affaires et milliardaire taïwanais.
Gou est le PDG et fondateur de l'industriel Foxconn, le plus important sous-traitant mondial de matériel informatique (pour l'électronique grand public, la micro-informatique et la téléphone mobile) pour les principales marques commerciales du monde. Gou acquiert sa fortune en profitant des bas coûts des ouvriers taïwanais, puis chinois, puis indiens.
Gou détient en 2013, 13 % de parts de son entreprise et est classé 239e fortune du monde par le magazine Forbes, avec une fortune personnelle de 5,1 milliards de dollars. Il possède en outre plus de 30 usines et administre environ 1,3 million de salariés dans le monde.

## Biographie
En 1949 ses parents fuient la province de Shanxi en Chine continentale et le maoïsme de Mao Zedong à la suite de la défaite de l'armée du Kuomintang de Tchang Kaï-chek à l'issue de la guerre civile chinoise qui établit la République populaire de Chine sur le continent. Ils immigrent sur l'île de Taïwan. Son père est un ancien policier. Terry Tai-Ming Gou naît le 8 octobre 1950 à Nouveau Taipei. Il est l'aîné de deux frères, Tai-Tai et Chiang Gou Gou-Cheng. 
Après ses études, il travaille jusqu’à l'âge de 24 ans comme ouvrier entre autres dans une usine de caoutchouc.
En 1974, autodidacte, il fonde l'usine de plasturgie Foxconn avec dix employés dans la banlieue de Taipei à Taiwan sous le nom de Hon Hai avec 7500 dollars de capital de départ, prêtés par sa mère. Il fabrique en sous-traitance des pièces en plastique pour des téléviseurs, puis de la connectique et des circuits imprimés… et commence à prendre de l'importance en 1980 en participant à la fabrication d'une des premières consoles de jeux vidéo du monde, l'Atari 2600 d'Atari, son premier gros client mondial.
Au début des années 1980 il est un des pionniers du miracle taïwanais et de la mondialisation économique. Il parcourt personnellement les États-Unis pour proposer avec succès les premières offres commerciales d'exploitation de la main-d'œuvre taïwanaise à très bas prix, imbattable et très offensive en sous-traitance. Il devient alors avec le temps fabricant et sous-traitant informatique pour les entreprises IBM, Lenovo, Hewlett-Packard, Dell, Acer, Apple, Asus, Intel, Motorola, Cisco, Microsoft, Nintendo, Sony, LG Group, Samsung, Nokia, HTC…
En 1988, à la suite de la flambée de ses commandes, des coûts de main d'œuvre à Taïwan, et du développement de l'économie socialiste de marché de la Chine populaire, sous l'impulsion de Deng Xiaoping, il fonde une des plus importantes usines du monde de 22 km², qualifiée de « cité interdite », la plus importante usine de fabrication intensive et performante de son groupe à Shenzhen à côté de Hong Kong en Chine continentale, où le prix de la main d'œuvre est un des plus faibles du monde,.
Le site de Shenzhen fabrique par exemple près de 90 iPods à la minute. Les ouvriers mangent, dorment et vivent dans d'immenses dortoirs adjacents aux usines où ils travaillent par roulement jour et nuit. Foxconn est célèbre pour son approche de la révolution industrielle mondiale, son sens de la discrétion et du secret médiatique intense sur ses conditions de travail, et pour sa discipline interne de fer.
En 1991, Terry Gou finance son gigantesque développement mondial avec un apport de 43 milliards de dollars issus de la mise en bourse de Foxconn.
En 2011, l'empire industriel Foxconn regroupe une importante partie de l’élite des chercheurs chinois, taïwanais et hong-kongais qui permet de participer à la mise en œuvre des dernières nouvelles technologies mondiales. Le groupe continue son développement et installe de nouvelles usines dans les provinces les moins développées de Chine, d'Asie et du monde.
Foxconn est le premier fabricant de matériel électronique multi-marques grand public dans le monde, premier employeur en Chine, plus important chiffre d’affaires à l'exportation de Chine, avec plus de 100 milliards de dollars de chiffre d’affaires annuel et 2,64 milliards de dollars de bénéfice net en 2011.
L'image de Terry Gou a été entachée par les conditions de travail dans certaines de ses usines et par les vagues de suicides de salariés. En 2012, une émeute impliquant 2 000 ouvriers éclate aux ateliers de Taiyuan, tandis que des vigiles sont vus en train de molester des salariés. Outre le travail de nuit, les punitions physiques, les bas salaires et l'exposition aux produits toxiques, Foxconn envoie des mineurs sur ses chaînes de production comme c'est le cas dans la province du Shandong.
À partir de 2015, constatant l'augmentation des salaires des ouvriers en Chine, Gou et Foxconn délocalisent progressivement les lieux de production en Inde,  où les salaires des ouvriers sont trois fois plus faibles.
Ses affaires pourraient aussi être menacées par la « guerre commerciale » entre les États-Unis et la Chine.
En 2019, sa fortune personnelle est estimée à 6,7 milliards d'euros ce qui en fait la personne la plus riche de Taïwan.

### Carrière politique
En 2019, Gou annonce sa candidature à l'investiture du Kuomintang en vue de l'élection présidentielle de 2020. Il met en avant son souhait de maintenir de bonnes relations avec la Chine continentale. Parmi ses propositions, Gou souhaite encourager les agriculteurs taïwanais à utiliser l'intelligence artificielle et à augmenter leurs ventes sur le marché nord-américain. Gou développe aussi l'idée d'une relation économique entre la Chine continentale, les États-Unis et Taïwan qui serait au bénéfice des trois nations.
Il rencontre le président américain Donald Trump en mai 2019.
En juillet 2019, Gou est battu par Han Kuo-yu à la primaire du KMT : il arrive en deuxième position avec 27,7 % des voix contre 44,8 % à Han. Malgré cette défaite, Gou n'écarte pas la possibilité de se présenter à l'élection présidentielle en candidat indépendant. Il annonce néanmoins le 16 septembre qu'il ne participera pas à l'élection présidentielle de 2020. Gou quitte le KMT après cet échec.
En avril 2023, Gou annonce candidater à l'investiture du KMT pour l'élection présidentielle de 2024. Le KMT choisit toutefois d'investir Hou Yu-ih pour l'élection et Gou apporte son soutien à ce dernier. Mais en août, Gou annonce sa candidature à l'élection, en tant qu'indépendant. Gou renonce à sa candidature en novembre 2023.

## Vie privée
Terry Gou a épousé Serena Lin (1950-2005) avec qui il a un fils né en 1976, et une fille née en 1978. 
En 2008 il épouse en deuxième mariage la chorégraphe Delia Tseng avec qui il a deux enfants, une fille née le 30 avril 2009 et un fils né le 19 novembre 2010.